# Mirko Raffay
Mirko Karlo Raffay (Kopčevec kraj Prozorja, 4. studenog 1753. – Đakovo, 10. siječnja 1830.), je bio biskup Bosansko-srijemske biskupije sa sjedištem u Đakovu (1816. – 1830.).

## Životopis
Mirko Raffay rođen je u Kopčevcu kraj Prozorja, 4. studenog 1753. godine. Studirao je u Beču, a na kolegiju Collegium Germanicum et Hungaricum stječe doktorata iz filozofije i teologije. Jedno vrijeme je bio i profesor na Zagrebačkoj akademiji. Zaredio se 21. prosinca 1776. godine, a dvije godine nakon, bio je postavljen za krapinskoga župnika. Od 1782. obnaša službu zagrebačkoga kanonika. Potom je bio čazmanski i kalnički arhiđakon, naslovni biskup hvarski te prepozit i prior vranski.
Za bosansko-srijemskog biskupa sa sjedištem u Đakovu je izabran 12. siječnja 1816., a potvrđen 22. srpnja iste godine. Za biskupa je posvećen 25. kolovoza 1816., a posvetio ga je zagrebački biskup Maksimilijan Vrhovac. Za vrijeme upravljanja biskupijom dao je obnoviti Bogoslovno sjemenište u Đakovu, a 1821. dao je dograditi južno krilo biskupskoga dvora. Ispred južnog pročelja uređuje vrt te započinje s uređenjem voćnjaka i sadnjom egzotičnog drveća. Odbacuje ranije nacrte za katedralu te zadatak povjerava zagrebačkom arhitektu Bartolu Felbingeru. Njegove nacrte pak odbacuje Peter von Nobile, bečki arhitekt, koji je nosio naslov dvorskog savjetnika. Biskup neće pristati ni na taj projekt tako da će gradnja nove katedrale početi tek s dolaskom Josipa Jurja Strossmayera na čelo biskupije.
Godine 1821. održao je biskupijsku sinodu. U Irigu je osnovao župu, a na području svoje biskupije izgradio je više od 10 župnih crkava i župnih stanova. Pred smrt je odlikovan naslovom Tajnog savjetnika. Umro je u Đakovu, 10. siječnja 1830. godine.

### Spisateljski rad
Biskup Raffay napisao je nekoliko dijela od kojih su mu najvažnija ona vjerskoga karaktera, a pisana su kajkavskim narječjem:
- Prodečtvo vu priliki vpelavanja redovnikov od miloserdnosti zvaneh vu iz nova podignjen za vboge i betežnike občinski špital vu Zagrebu (1804.),
- Govorenje od pritnje na povratjanje u stare grihe (1826.),
- Govorenje od uzvišenosti misničstva i njemu pristojnog počtenja (1826.),
- O svećeničkoj časti, hrvatski i njemački (De dignitate sacerdotum illyrice et germanice, 1826.).

Godine 1826. dao je tiskati zemljovid đakovačke biskupije.